# Russell Hobbs
Russell Hobbs – brytyjskie przedsiębiorstwo, specjalizujące się w produkcji tzw. małego sprzętu AGD (czajniki elektryczne, żelazka, tostery, odkurzacze, itp.), z siedzibą w Failsworth niedaleko Manchesteru.

## Historia
Firma powstała w Anglii w 1952 roku. Jej nazwa jest zestawieniem nazwisk dwóch założycieli: Williama Russella i Petera Hobbsa. Początkowo należała do założycieli, którzy w 1963, aby spłacić zaciągnięte kredyty, musieli ją sprzedać konsorcjum Tube Investments. Przez kolejne lata firma przechodziła z rąk do rąk, aby ostatecznie stać się częścią amerykańskiego koncernu Salton Inc.
W 1955 roku firma Russell Hobbs opracowała czajnik elektryczny K1, z automatycznym, termostatowym wyłącznikiem opartym na czujniku bimetalowym. Do roku 1975 firma wyprodukowała ponad 5 milionów czajników elektrycznych.
W 1996 roku Russell Hobbs wprowadził czajnik ekspresowy Millenium. 
W 2003 roku Russell Hobbs wypuścił na rynek kolekcję Glass, gdzie tworzywo sztuczne zostało zastąpione hartowanym szkłem oraz stalą szlachetną.
W 2009 firma wprowadziła na rynek kolejne kolekcje małego sprzętu AGD: Glass Touch, Allure, Stylis, Purple Passion, Hot Orange.